# Nurlu
Nurlu é uma comuna francesa na região administrativa de Altos da França, no departamento de Somme. Estende-se por uma área de 6,53 km². Em 2010 a comuna tinha 384 habitantes (densidade: 58,8 hab./km²).